# Verve Records
Verve Records o The Verve Music Group és una empresa de la indústria musical i un segell discogràfic dels Estats Units que originàriament es va especialitzar en música jazz. Verve té la seu a Nova York i és àmpliament considerat com el millor segell discogràfic de jazz del món.
Verve Records va ser fundada el 1956 per Norman Granz (1918-2001) com a resultat de la fusió dels segells Granz Down Home, Norgran Records (fundat el 1953) i, el seu segell més antic, Clef Records (fundat el 1946). Del segell Clef van sorgir el grup Jazz At The Philharmonic. How High The Moon, amb Ella Fitzgerald, fou el primer àlbum de música en viu que va aparèixer al mercat. Amb Ella Fitzgerald sota contracte es crearien les bases de Verve Records i el seu gran desenvolupament. La primera producció de Verve Records va ser tot un èxit i es va convertir en un clàssic del jazz americà: Ella Fitzgerald Sings The Cole Porter Song Book. Altres treballs de Fitzgerald van ser garants dels èxits del segell discogràfic. Cal recordar, a més, que Ella Fitzgerald va aconseguir el 1958 el primer Grammy per a una dona del jazz gràcies a les seves interpretacions al costat de Duke Ellington i Irving Berlin. En total Verve Records aconseguiria set guardons Grammy de la mà de Fitzgerald.
Al començament dels anys 1960 Verve, amb la concurrència directa del segell Blue Note Records, comença a ampliar la seva oferta produint àlbums de música folk i lírica, i també va formar part de la moda del rock&roll. Granz va vendre la seva empresa el 1961 per uns 3 milions d'euros al grup mediàtic MGM retirant-se del negoci tal com es va fixar en el contracte de venda. Sota la nova direcció de Creieu Taylor es van contractar estrelles com Stan Getz i es va popularitzar l'estil bossa nova de Joao Gilberto i Antonio Carlos Jobim. Taylor abandonà el segell el 1967 després d'haver creat una divisió, Verve Folkways, més tard rebatejada com Verve Forecast, dedicada a la música folk. Herb Alpert&The Tijuana Brass són un exemple de les produccions realitzades sota la direcció de Taylor. A finals dels anys 60 el segell, que es va caracteritzar per la seva flexibilitat, va produir bandes de música experimental com The Velvet Underground o Frank Zappa &The Mothers of Invention.
El 1972 el segell va ser adquirit pel grup PolyGram. Inicialment no es van realitzar més produccions però al començament dels anys 1980, amb l'arribada del disc compacte, es van reeditar catàlegs dels seus títols de jazz que rememoraven antics èxits. Més tard, també incorporarien tendències musicals més actuals. El 1998, Verve es va fusionar amb Universal Music Group, el segell discogràfic de Seagram que pertany ara a una sèrie de productores com, entre d'altres, Universal Music, impulse!, GRP, EmArcy, Decca i MPS, sempre sota l'empar de la Universal.

## Artistes de Verve
InstrumentistesColeman Hawkins, Charlie "The Bird" Parker, Count Basie, Duke Ellington, Oscar Peterson, Dizzy Gillespie, Bud Powell, Lester Young, Kid Ory, Stan Getz, Ben Webster, Bill Evans, Roy Eldridge, Gerry Mulligan, Buddy Rich, Gene Krupa, Illinois Jacquet, Art Tatum, Jimmy Smith, Kurt Rosenwinkel
SolistesBing Crosby, Ella Fitzgerald, Natalie Cole, Blossom Dearie, Anita O’Day, Carmen McRae, Ricky Nelson, Nina Simone, Mel Tormé, Laura Nyro, Sally Kellerman, Diana Krall, Sarah Vaughan, John Lee Hooker, Joe Williams, Till Brönner, Lizz Wright, Melody Gardot
GrupsTalk Talk, The Mothers of Invention, The Righteous Brothers, The Velvet Underground